# Attigatta, Hosadurga
Attigatta là một làng thuộc tehsil Hosadurga, huyện Chitradurga, bang Karnataka, Ấn Độ.